# Piernikowa chatka

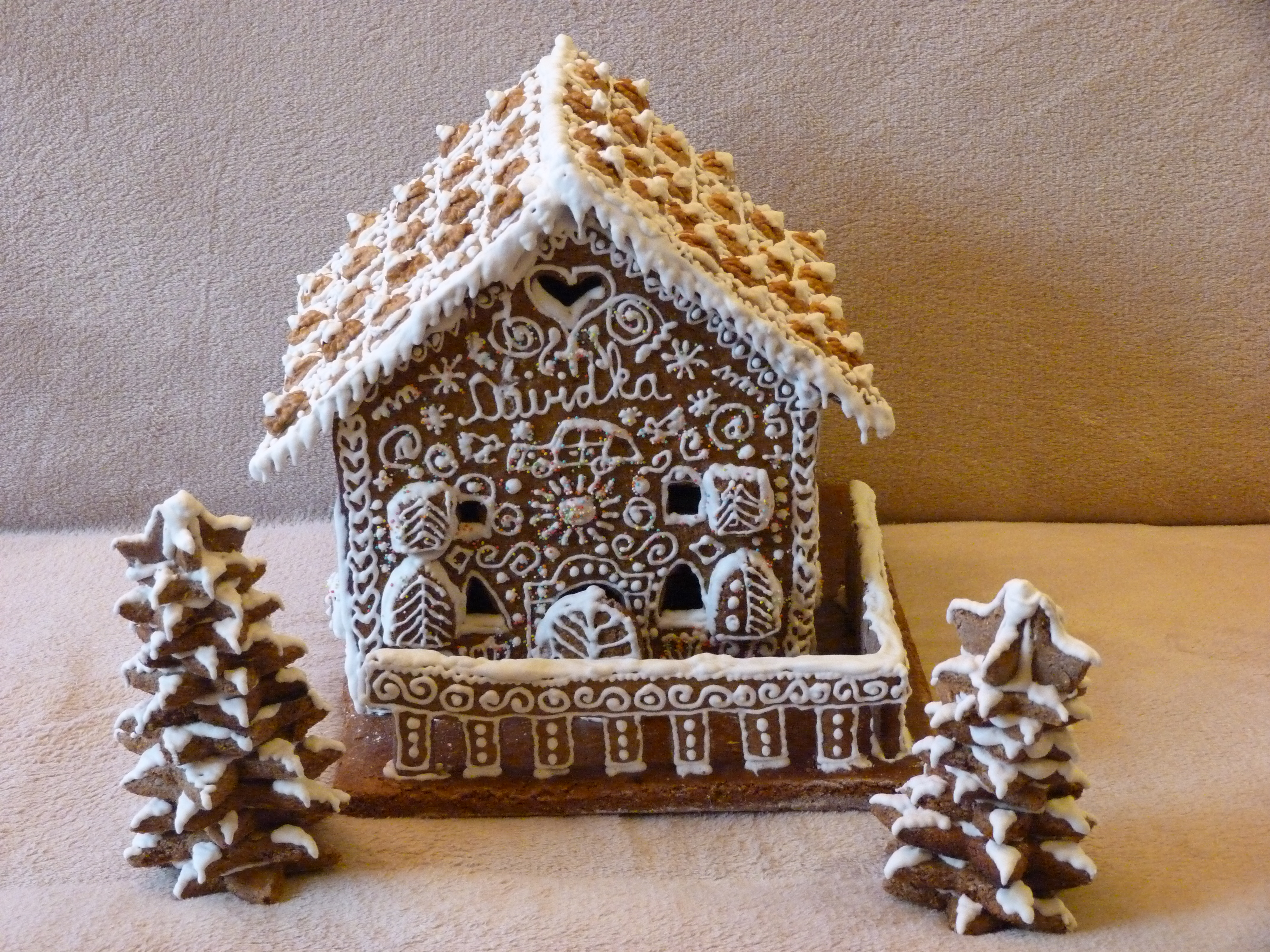
Piernikowa chatka

Piernikowa chatka lub piernikowy domek – ozdobny, słodki, aromatyczny wyrób piekarniczo-cukierniczy z ciasta piernikowego w kształcie małego domku; ozdoba bożonarodzeniowa.

## Opis
Piernikowa chatka jest małym domkiem zrobionym z ciasta piernikowego i bogato dekorowanym. Domki z piernika mogą być wykonane własnoręcznie od podstaw, złożone z gotowych komponentów, bądź też kupione kompletnie wykończone w sklepie. Ściany domku zrobione są z ciasta piernikowego. Po upieczeniu elementy są składane i dekorowane. Najczęściej lukrem obrysowywane są okna, drzwi i dachówki. Do dekorowania mogą też zostać użyte drobne słodycze (żelki, drażetki, cukierki), orzechy i suszone owoce. Dodatkową ozdobą może być płot wokół domku, choinki, piernikowe ludziki oraz zwierzęta. Całość może zostać oprószona cukrem pudrem imitującym śnieg. Wygląd takiego domku jest najczęściej zainspirowany domkami z baśni lub opowiadań dla dzieci np. domkiem Baby Jagi z baśni o Jasiu i Małgosi czy domkiem Muminków.

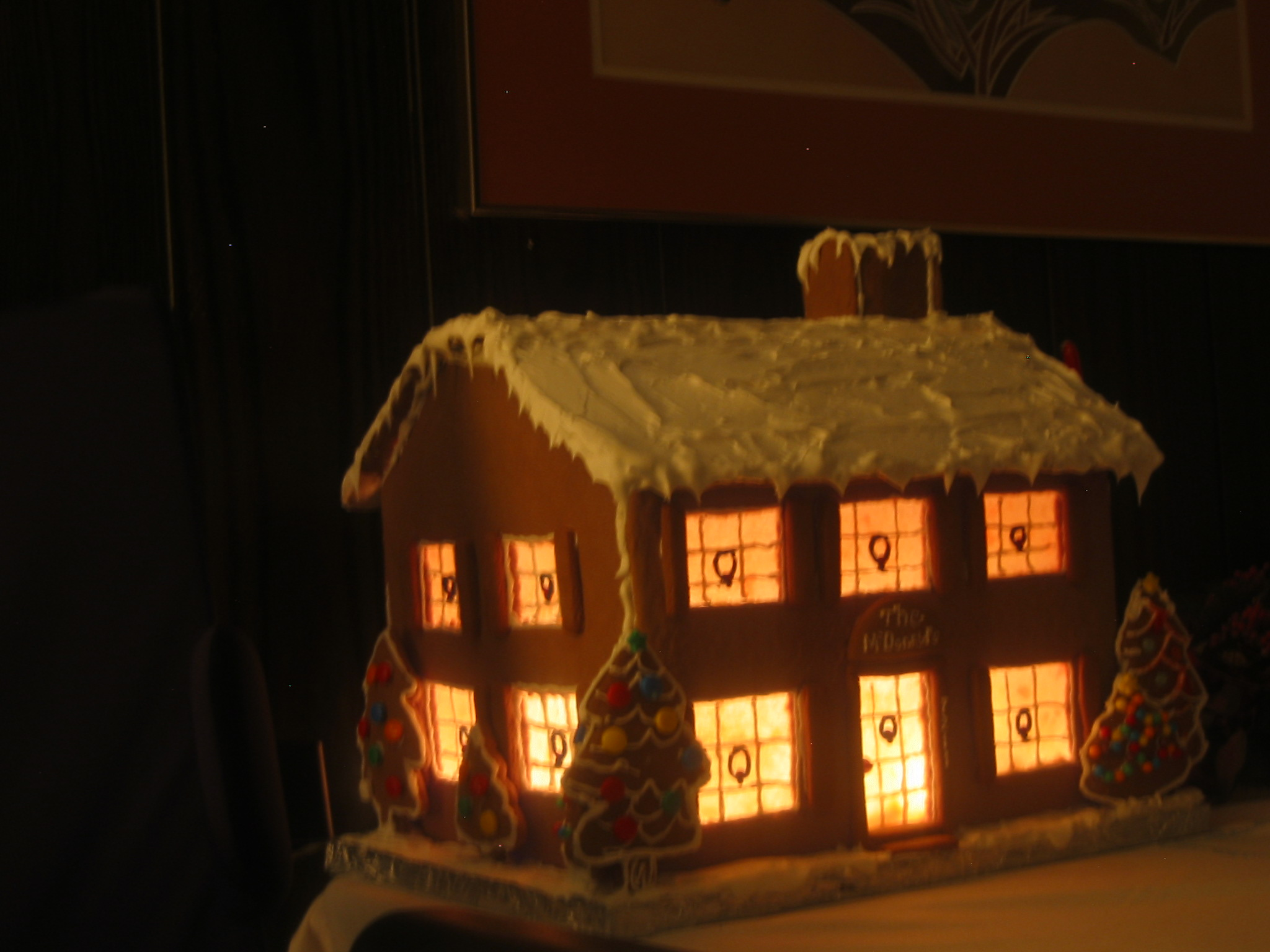
Oświetlony od wewnątrz piernikowy domek
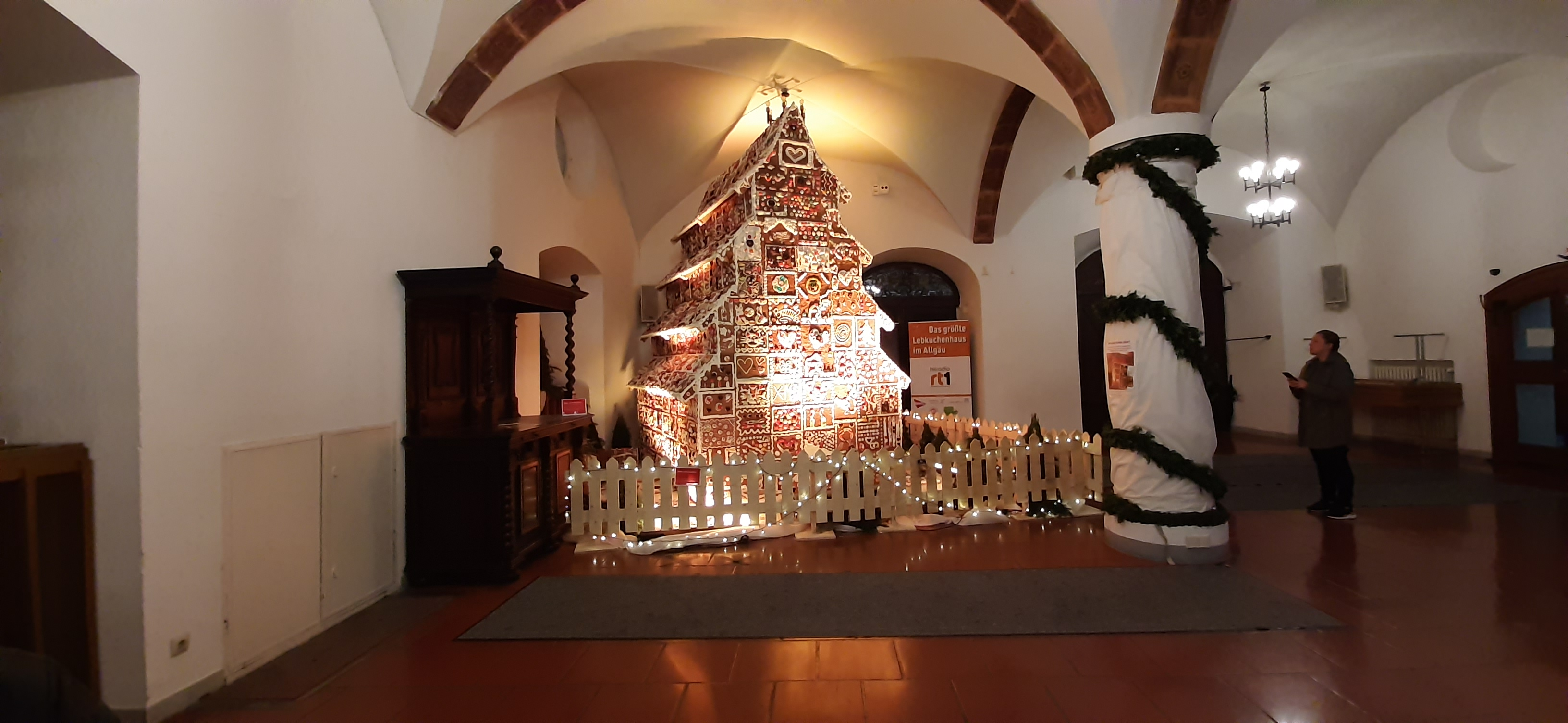
Olbrzymi piernikowy dom, Niemcy, Allgäu, ratusz w Memmingen

### Rodzaje
Oprócz wersji bożonarodzeniowej wykonywane są również urodzinowe, walentynkowe i halloweenowe domki z piernika. Z piernika wykonywane są także inne obiekty: latarnie morskie, pałace, domki na drzewie.
Domek z piernika może być też wykonany z materiałów niejadalnych i pełnić funkcję wyłącznie ozdobną np. szklana bombka choinkowa w kształcie baśniowego piernikowego domku czy przyozdobione kartonowe pudełko.

### Wykonanie
Na proces wykonania od podstaw piernikowego domku składają się trzy etapy:
- przygotowanie ciasta, wykrojenie elementów (ściany domu, dach, komin, dekoracje wokół chatki tj. ludziki, choinki czy zwierzęta) z rozwałkowanego surowego ciasta (w tym celu można posłużyć się zawczasu przygotowanymi formami z kartonu lub metalowymi) i pieczenie
- po wystudzeniu dopasowywanie, składanie i łączenie (sklejanie) poszczególnych elementów lukrem lub za pomocą gorącego karmelu
- dekorowanie (niektóre elementy łatwiej dekoruje się przed złożeniem domku) białym lub zabarwionym lukrem, drobnymi słodyczami, płatkami migdałowymi itd.

Gotowy domek z piernika można opakować w celofan i zawiązać wstążeczką.
Piernikowy domek jest nie tylko artystycznym wyrobem cukierniczym, ale także może być postrzegany jako przykład modelarstwa architektonicznego.

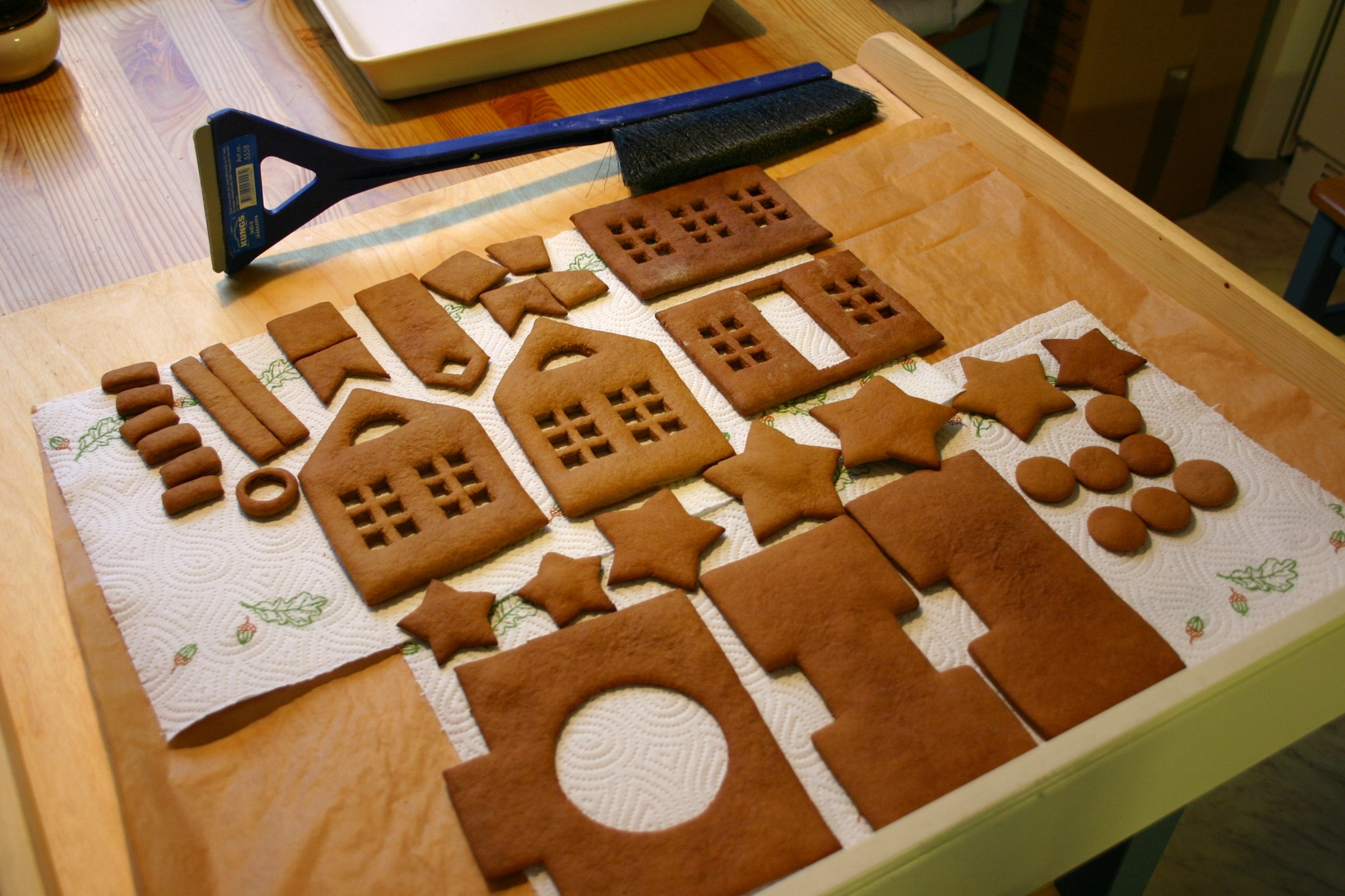
Upieczone elementy
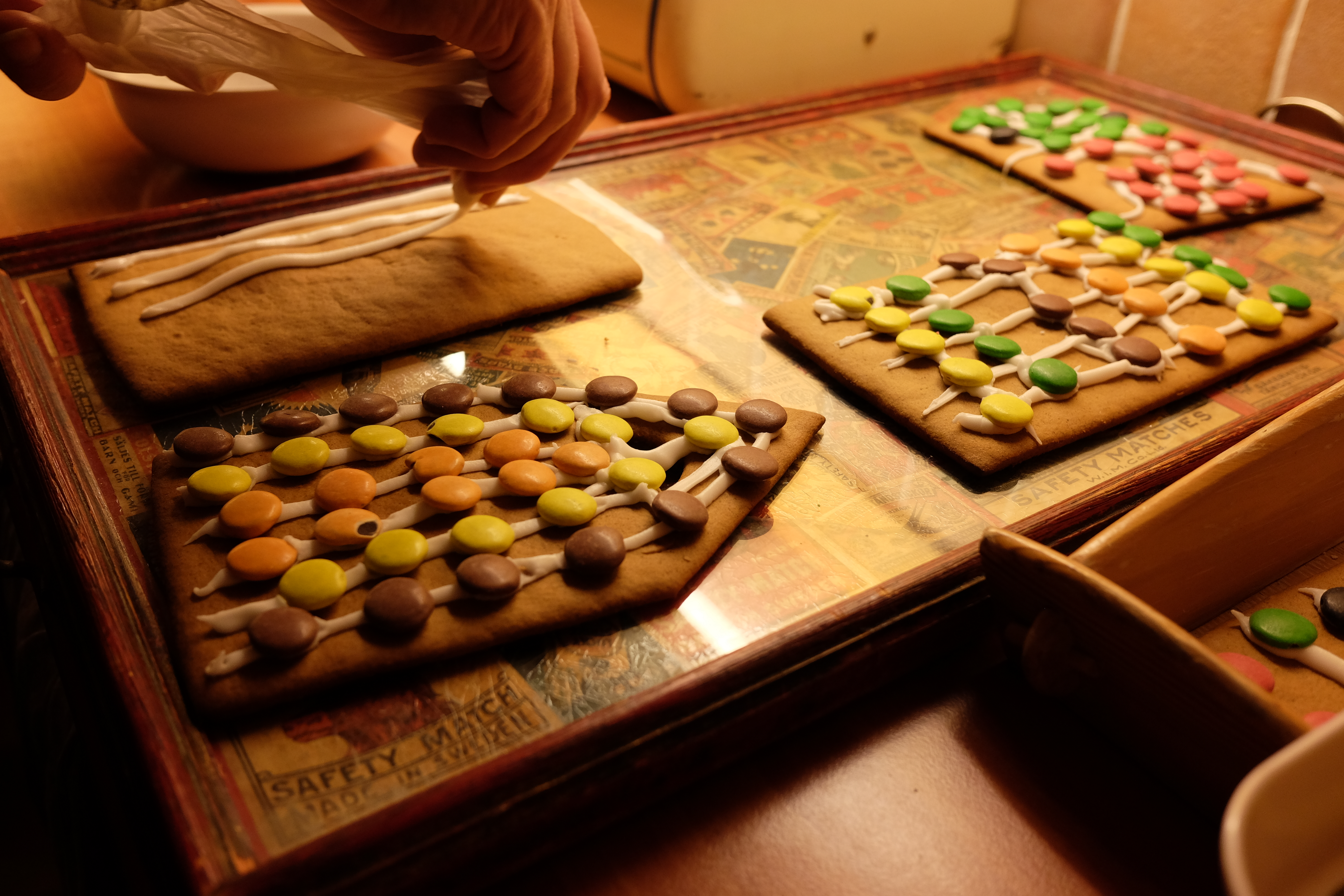
Dekorowanie elementów

### Gotowy zestaw
Zrobienie piernikowej chatki od podstaw jest praco- i czasochłonne, oraz wymaga umiejętności wyrobu i wypieku ciasta, m.in. dlatego popularność zdobyły zestawy zawierające gotowe elementy przeznaczone do budowania i składania.
Dostępne w handlu zestawy zawierają 6 upieczonych prostokątnych pierników-paneli: dwa do złożenia dachu, dwie ściany boczne oraz ścianę frontową i tylną domku, nadające się do bezpośredniego składania i sklejania, oraz tubkę z glazurą i słodkie kolorowe dekoracje np. cukrowe gwiazdki, owocowe żelki, posypki, aczkolwiek zestawy różnią się między sobą składem opakowania (mogą nie zawierać glazury, ale mogą mieć jej dwa rodzaje) oraz trudnością wykonania.

## Historia i współczesność

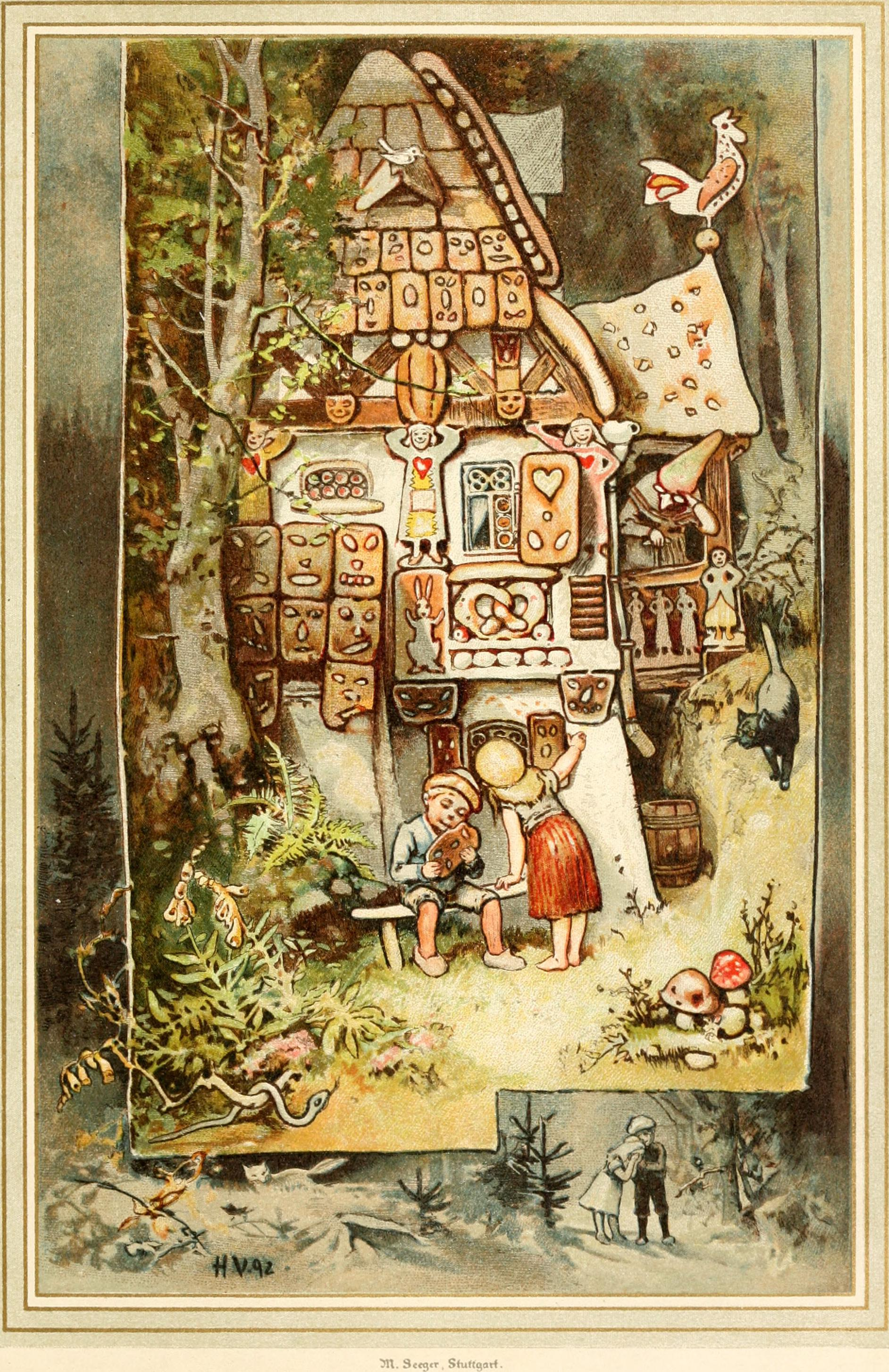
Ilustracja do bajki o Jasiu i Małgosi, 1910 rok

Domki z piernika zaczęto robić w Niemczech w XVI wieku, głównie w okresie świąt Bożego Narodzenia. Do wzrostu ich popularności przyczyniło się opublikowanie bajki dla dzieci Jaś i Małgosia w 1812 roku. W oryginalnej wersji bajki braci Grimm domek wiedźmy był zrobiony z chleba i cukrowych ozdób, dopiero w operze Jaś i Małgosia, opartej na opowiadaniu braci Grimm, skomponowanej przez Engelberta Humperdincka pod koniec XIX wieku, domek czarownicy został przekształcony w domek z pierników, ozdobiony lukrem i cukierkami. Wypiekanie domków z ciasta piernikowego stało się w Niemczech popularnym zajęciem. Jednak dokładne pochodzenie piernikowych domków pozostaje nieznane.

Naraz okrzyk zdziwienia wyrwał się z piersi dzieci. Przed nimi stała chatka, ale jakże dziwna! Dach miała z piernika, ściany czekoladowe, a okna z lodowatego cukru. Rzuciły się zgłodniałe dzieciny i obrywać i jeść poczęły.

Tradycję robienia domków z piernika na święta Bożego Narodzenia przenieśli do Ameryki niemieccy imigranci. Praktyka ta pozostaje do dzisiaj szczególnie popularna w Pensylwanii, gdzie mieszka dużo osób o niemieckim pochodzeniu.
Współcześnie piernikowe domki stały się bożonarodzeniową tradycją i są znane praktycznie na całym świecie.
W norweskim mieście Bergen od 1991 roku corocznie można obejrzeć wystawę przedstawiającą miniaturowe „piernikowe miasteczko” Pepperkakebyen, zbudowane z około 2000 domków i innych budynków zrobionych z piernika, barwnie udekorowanch i oświetlonych.

### W Polsce
Tradycyjne chatki z piernika robi się także co roku w okresie świąt Bożego Narodzenia w wielu polskich domach. We Wrocławiu w Kolejkowie można (od końca listopada do końca lutego 2022 roku) oglądać wystawę przedstawiającą miasto wykonane z piernika, do zbudowania którego zużyto ponad tonę korzennego ciasta, 98 kg miodu, 34 kg przypraw, 27 kg czekolady oraz kilogramy cukrowych posypek, wiórek czekoladowych i „perełek”.

#### Piernikowa chatka znad rzeki Mrogi

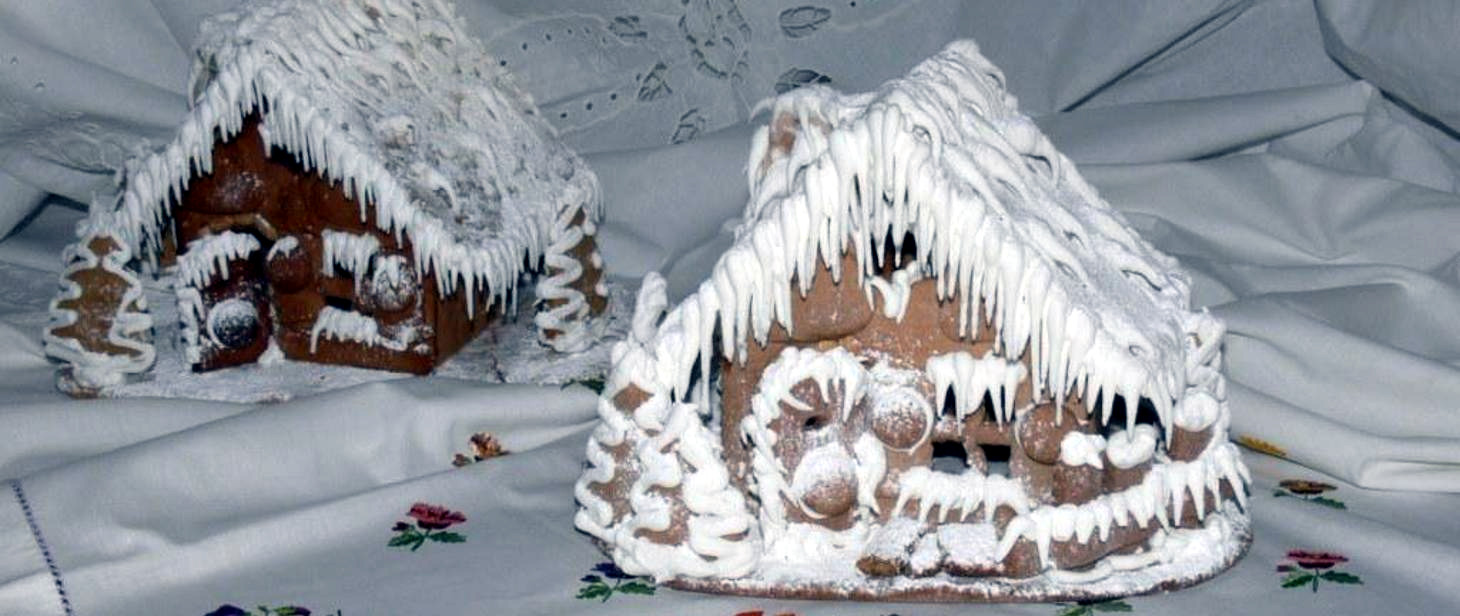
Piernikowe chatki znad rzeki Mrogi

Piernikowa chatka znad rzeki Mrogi została wpisana na listę produktów tradycyjnych w kategorii wyrobów piekarniczych i cukierniczych województwa łódzkiego w 2008 roku. Piernikowa chatka znad Mrogi jest ciemnobrązowa i oblana białym lukrem, który tworzy sople zwisające z dachu. Ma okna i otwarte drzwi. Wokół chatki znajduje się płotek i choinki. Duża chatka ma rozmiary 22/25/22 cm. Mała chatka ma rozmiary 17/24/16 cm. Wyrobione surowe piernikowe ciasto na chatkę jest gęste i elastyczne, gładkie w dotyku. Po upieczeniu piernik jest twardy i gładki. Chatka jest składana z osobno wypiekanych pasujących do siebie elementów. Lukier użyty do dekorowania jest szorstki.